# Свінна (гміна)
Гміна Свінна (пол. Gmina Świnna) — сільська гміна у південній Польщі. Належить до Живецького повіту Сілезького воєводства.
Станом на 31 грудня 2011 у гміні проживало 8078 осіб.

## Територія
Згідно з даними за 2007 рік площа гміни становила 39.40 км², у тому числі:
- орні землі: 54.00%
- ліси: 38.00%

Таким чином, площа гміни становить 3.79% площі повіту.

## Населення
Станом на 31 грудня 2011:
| Опис     | Загалом | Загалом | Чоловіки | Чоловіки | Жінки | Жінки |
| -------- | ------- | ------- | -------- | -------- | ----- | ----- |
| одиниця  | осіб    | %       | осіб     | %        | осіб  | %     |
| все      | 8078    | 100     | 3932     | 48.68    | 4146  | 51.32 |
| міське   | 0       | 100     | 0        |          | 0     |       |
| сільське | 8078    | 100     | 3932     | 48.68    | 4146  | 51.32 |

## Сусідні гміни
Гміна Свінна межує з такими гмінами: Ґільовіце, Єлесня, Живець, Радзехови-Вепш, Шлемень.